# 布赖丁
布赖丁（德語：Breydin）是德国勃兰登堡州的一个市镇，隶属于巴尔尼姆县。总面积为35.28平方千米，截至2020年总人口为774人。